# Olgierd Hurka
Olgierd Hurka (ur. 1972 w Gdańsku) – polski pisarz.

## Życiorys
Ukończył studia na Uniwersytecie Gdańskim (kierunek handel zagraniczny), następnie studia podyplomowe Master of Business Administration na The University of Manchester. Oprócz pisania pracuje w międzynarodowym środowisku biznesowym. Od kilkunastu lat mieszka z rodziną w podwarszawskiej wsi na skraju Puszczy Kampinoskiej.
Zadebiutował w 2020 powieścią kryminalną Znamię, za którą w 2021 otrzymał Nagrodę Specjalną im. Janiny Paradowskiej na Międzynarodowym Festiwalu Kryminału we Wrocławiu. Jury doceniło dobre rzemiosło i pomysł. Piotr Kofta w laudacji powiedział: „Znamię jest bardzo interesującym i dojrzałym debiutem, zarówno jako kryminał, jak i jako powieść [...] Historia głównego bohatera jest przejmująca, mocna, egzystencjalnie głęboka”. Książka znalazła się też w ścisłym finale konkursu o Grand Prix Festiwalu Kryminalna Warszawa. 

## Wydane książki[4]
- 2020: Znamię; kryminał[5]
- 2022: Show; thriller psychologiczny[6]